# Curtil-sous-Buffières
Curtil-sous-Buffières település Franciaországban, Saône-et-Loire megyében. Lakosainak száma 93 fő (2022. január 1.). Curtil-sous-Buffières Buffières, Bergesserin, La Chapelle-du-Mont-de-France, Sivignon és Trivy községekkel határos.

## Népesség
A település népességének változása:
| Lakosok száma | 82   | 87   | 89   | 90   | 90   | 90   | 90   | 92   | 93   |
|               | 2013 | 2015 | 2016 | 2017 | 2018 | 2019 | 2020 | 2021 | 2022 |